# Natação no Campeonato Mundial de Esportes Aquáticos de 2024 - 200 m livre masculino

A prova dos 200 metros livre masculino da natação no Campeonato Mundial de Esportes Aquáticos de 2024 foi realizada nos dias 12 e 13 de fevereiro de 2024 em Doha, no Catar.

## Formato da competição
A competição consiste em três rodadas: eliminatórias, semifinais e final. Os nadadores com os 16 melhores tempos nas baterias preliminares avançam as semifinais. Já os nadadores com os 8 melhores tempos nas semifinais avançam a final. Desempates (swim-offs) são utilizados conforme necessário para quebrar os empates de avanço a próxima rodada.

## Cronograma
Todos os horários estão na hora local (UTC+3).
| Data            | Hora  | Evento        |
| --------------- | ----- | ------------- |
| 12 de fevereiro | 10:21 | Eliminatórias |
| 12 de fevereiro | 20:11 | Semifinais    |
| 13 de fevereiro | 19:02 | Final         |

## Recordes
Antes desta competição, os recordes mundiais e do campeonato nesta prova eram os seguintes:
| Tipo                  | Atleta          | Tempo     | Local | Data                |
| --------------------- | --------------- | --------- | ----- | ------------------- |
|                       | Paul Biedermann | 1m 42s 00 | Roma  | 28 de julho de 2009 |
| Recorde do campeonato | Paul Biedermann | 1m 42s 00 | Roma  | 28 de julho de 2009 |

## Medalhistas
| Ouro                          | Prata                   | Bronze                       |
| Hwang Sun-woo · Coreia do Sul | Danas Rapšys · Lituânia | Luke Hobson · Estados Unidos |

## Resultados

### Eliminatórias
Esses foram os resultados das eliminatórias. A prova foi realizada no dia 12 de fevereiro com início às 10:21.
| Pos. | Bateria | Raia | Nadador               | Nacionalidade            | Tempo   | Notas |
| ---- | ------- | ---- | --------------------- | ------------------------ | ------- | ----- |
| 1    | 6       | 4    | Lukas Märtens         | Alemanha                 | 1:45.74 | Q     |
| 2    | 5       | 3    | Rafael Miroslaw       | Alemanha                 | 1:45.89 | Q     |
| 3    | 7       | 3    | Danas Rapšys          | Lituânia                 | 1:45.95 | Q     |
| 4    | 6       | 5    | Duncan Scott          | Grã-Bretanha             | 1:46.09 | Q     |
| 5    | 5       | 4    | Luke Hobson           | Estados Unidos           | 1:46.54 | Q     |
| 6    | 6       | 1    | Elijah Winnington     | Austrália                | 1:46.69 | Q     |
| 7    | 6       | 3    | Kai James Taylor      | Austrália                | 1:46.81 | Q     |
| 8    | 7       | 5    | Katsuhiro Matsumoto   | Japão                    | 1:46.84 | Q     |
| 9    | 6       | 2    | Lucas Henveaux        | Bélgica                  | 1:46.93 | Q     |
| 10   | 5       | 5    | Lee Ho-joon           | Coreia do Sul            | 1:46.97 | Q     |
| 11   | 7       | 4    | Hwang Sun-woo         | Coreia do Sul            | 1:46.99 | Q     |
| 12   | 7       | 7    | Ji Xinjie             | China                    | 1:47.13 | Q     |
| 13   | 6       | 0    | Kamil Sieradzki       | Polónia                  | 1:47.25 | Q     |
| 14   | 7       | 1    | Guilherme Costa       | Brasil                   | 1:47.28 | Q     |
| 15   | 7       | 6    | Felix Auböck          | Áustria                  | 1:47.30 | Q     |
| 16   | 5       | 6    | Denis Loktev          | Israel                   | 1:47.37 | Q     |
| 17   | 5       | 0    | César Castro          | Espanha                  | 1:47.40 |       |
| 18   | 7       | 2    | Fernando Scheffer     | Brasil                   | 1:47.42 |       |
| 19   | 7       | 0    | Nándor Németh         | Hungria                  | 1:47.52 |       |
| 20   | 4       | 4    | Kregor Zirk           | Estónia                  | 1:47.54 |       |
| 21   | 6       | 8    | Velimir Stjepanović   | Sérvia                   | 1:47.55 |       |
| 22   | 5       | 1    | Jorge Iga             | México                   | 1:47.56 |       |
| 22   | 5       | 8    | Robin Hanson          | Suécia                   | 1:47.56 |       |
| 24   | 7       | 8    | Matteo Ciampi         | Itália                   | 1:47.65 |       |
| 25   | 5       | 2    | Antonio Djakovic      | Suíça                    | 1:47.67 |       |
| 26   | 5       | 7    | Jack McMillan         | Grã-Bretanha             | 1:47.85 |       |
| 27   | 6       | 9    | Matthew Sates         | África do Sul            | 1:47.98 |       |
| 28   | 4       | 6    | Niko Janković         | Croácia                  | 1:48.39 |       |
| 29   | 6       | 6    | Marco De Tullio       | Itália                   | 1:48.46 |       |
| 30   | 7       | 9    | Alfonso Mestre        | Venezuela                | 1:48.74 |       |
| 31   | 4       | 5    | Javier Acevedo        | Canadá                   | 1:48.89 |       |
| 32   | 4       | 3    | Khiew Hoe Yean        | Malásia                  | 1:49.14 |       |
| 33   | 5       | 9    | Sašo Boškan           | Eslovênia                | 1:49.66 |       |
| 34   | 4       | 2    | Glen Lim Jun Wei      | Singapura                | 1:49.71 |       |
| 35   | 3       | 4    | Ondrej Gemov          | Chéquia                  | 1:49.78 |       |
| 35   | 4       | 1    | Wesley Roberts        | Ilhas Cook               | 1:49.78 |       |
| 37   | 3       | 5    | František Jablcnik    | Eslováquia               | 1:50.88 |       |
| 38   | 6       | 7    | Pan Zhanle            | China                    | 1:51.03 |       |
| 39   | 3       | 7    | Tanish Mathew         | Índia                    | 1:51.68 |       |
| 40   | 2       | 5    | Reds Rullis           | Letônia                  | 1:52.42 |       |
| 41   | 4       | 0    | Yordan Yanchev        | Bulgária                 | 1:52.43 |       |
| 42   | 3       | 1    | Rafael Ponce De Leon  | Peru                     | 1:52.75 |       |
| 43   | 4       | 8    | Max Mannes            | Luxemburgo               | 1:52.76 |       |
| 44   | 2       | 3    | Enkhtamir Batbayar    | Mongólia                 | 1:52.96 |       |
| 45   | 4       | 7    | Dulyawat Kaewsriyong  | Tailândia                | 1:53.01 |       |
| 46   | 4       | 9    | Ngô Đình Chuyền       | Vietname                 | 1:53.64 |       |
| 47   | 1       | 2    | Alex Sobers           | Barbados                 | 1:53.93 |       |
| 48   | 3       | 9    | Matthieu Seye         | Senegal                  | 1:54.16 |       |
| 49   | 1       | 3    | Oliver Durand         | Namíbia                  | 1:54.22 |       |
| 50   | 3       | 2    | Omar Abbass           | Síria                    | 1:54.28 |       |
| 51   | 3       | 8    | Egor Covaliov         | Moldávia                 | 1:54.43 |       |
| 52   | 2       | 6    | Henrique Mascarenhas  | Angola                   | 1:54.82 |       |
| 53   | 2       | 4    | Anthony Piñeiro       | República Dominicana     | 1:55.85 |       |
| 54   | 2       | 2    | Monyo Maina           | Quênia                   | 1:56.15 |       |
| 55   | 3       | 3    | James Richard Allison | Ilhas Caimã              | 1:56.18 |       |
| 56   | 2       | 7    | Isaac Beitia          | Panamá                   | 1:56.31 |       |
| 57   | 2       | 8    | Nasir Hussain         | Nepal                    | 1:56.39 |       |
| 58   | 1       | 7    | Zaid Al-Sarraj        | Arábia Saudita           | 1:57.85 |       |
| 59   | 2       | 0    | Khaled Al-Otaibi      | Kuwait                   | 1:58.02 |       |
| 60   | 3       | 6    | Ryan Barbe            | Marrocos                 | 1:58.07 |       |
| 61   | 2       | 1    | Mahmoud Abu Gharbieh  | Palestina                | 1:58.24 |       |
| 62   | 3       | 0    | Luka Kukhalashvili    | Geórgia                  | 1:58.79 |       |
| 63   | 2       | 9    | Kaeden Gleason        | Ilhas Virgens Americanas | 1:59.66 |       |
| 64   | 1       | 4    | Israel Poppe          | Guam                     | 2:02.60 |       |
| 65   | 1       | 5    | Sangay Tenzin         | Butão                    | 2:04.13 |       |
| 66   | 1       | 6    | Mohamed Shiham        | Maldivas                 | 2:06.32 |       |
| 67   | 1       | 1    | Ali Abdulla Al-Nuaimi | Catar                    | 2:07.82 |       |

### Semifinais
Esses foram os resultados das semifinais. A prova foi realizada no dia 12 de fevereiro com início às 20:11.
| Pos. | Bateria | Raia | Nadador             | Nacionalidade  | Tempo   | Notas |
| ---- | ------- | ---- | ------------------- | -------------- | ------- | ----- |
| 1    | 2       | 5    | Danas Rapšys        | Lituânia       | 1:44.96 | Q     |
| 2    | 2       | 7    | Hwang Sun-woo       | Coreia do Sul  | 1:45.15 | Q     |
| 3    | 2       | 4    | Lukas Märtens       | Alemanha       | 1:45.21 | Q     |
| 4    | 2       | 3    | Luke Hobson         | Estados Unidos | 1:45.53 | Q     |
| 5    | 1       | 3    | Elijah Winnington   | Austrália      | 1:45.90 | Q     |
| 6    | 1       | 4    | Rafael Miroslaw     | Alemanha       | 1:45.95 | Q     |
| 7    | 1       | 1    | Guilherme Costa     | Brasil         | 1:46.06 | Q     |
| 8    | 1       | 5    | Duncan Scott        | Grã-Bretanha   | 1:46.24 | Q     |
| 9    | 2       | 6    | Kai James Taylor    | Austrália      | 1:46.37 |       |
| 10   | 1       | 6    | Katsuhiro Matsumoto | Japão          | 1:46.53 |       |
| 11   | 2       | 2    | Lucas Henveaux      | Bélgica        | 1:46.75 |       |
| 12   | 1       | 7    | Ji Xinjie           | China          | 1:46.92 |       |
| 13   | 1       | 8    | Denis Loktev        | Israel         | 1:47.11 |       |
| 14   | 2       | 1    | Kamil Sieradzki     | Polónia        | 1:47.33 |       |
| 15   | 1       | 2    | Lee Ho-joon         | Coreia do Sul  | 1:47.38 |       |
| 16   | 2       | 8    | Felix Auböck        | Áustria        | 1:48.03 |       |

### Final
A final foi realizada em 13 de fevereiro às 19:02.
| Pos.              | Raia | Nadador           | Nacionalidade  | Tempo   | Notas |
| ----------------- | ---- | ----------------- | -------------- | ------- | ----- |
| Medalha de ouro   | 5    | Hwang Sun-woo     | Coreia do Sul  | 1:44.75 |       |
| Medalha de prata  | 4    | Danas Rapšys      | Lituânia       | 1:45.05 |       |
| Medalha de bronze | 6    | Luke Hobson       | Estados Unidos | 1:45.26 |       |
| 4                 | 3    | Lukas Märtens     | Alemanha       | 1:45.33 |       |
| 5                 | 7    | Rafael Miroslaw   | Alemanha       | 1:45.84 |       |
| 6                 | 8    | Duncan Scott      | Grã-Bretanha   | 1:45.86 |       |
| 7                 | 2    | Elijah Winnington | Austrália      | 1:46.20 |       |
| 8                 | 1    | Guilherme Costa   | Brasil         | 1:46.87 |       |

Legenda
| Recorde mundial       | Recorde mundial (World record)               |                       | Recorde africano                      | Recorde africano (African) |                                           | Q | Classificado por posição (Qualified) |
| Recorde do campeonato | Recorde do campeonato (Championship record)  | Recorde da América    | Recorde da América (Americas)         | q                          | Classificado por melhor tempo (Qualified) |   |                                      |
| Melhor marca do ano   | Melhor marca do ano (World leading)          | Recorde asiático      | Recorde asiático (Asian)              | DNS                        | Não largou (Did not start)                |   |                                      |
| Recorde nacional      | Recorde nacional (National record)           | Recorde europeu       | Recorde europeu (European)            | DNF                        | Não terminou (Did not finish)             |   |                                      |
| Recorde pessoal       | Recorde pessoal do atleta (Personal best)    | Recorde da Oceania    | Recorde da Oceania (Oceania)          | DSQ / DQ                   | Desclassificado (Disqualified)            |   |                                      |
| Recorde da temporada  | Recorde da temporada do atleta (Season best) | Recorde sul-americano | Recorde sul-americano (South America) | NM                         | Sem marca (No mark)                       |   |                                      |